# 姚耐
姚耐（1909年—1991年8月6日），男，福建福州人，中国经济学家，曾任上海财经学院党委书记兼院长，中国财政学会副会长、顾问。